# Сатти, Марина
Мари́на Са́тти (греч. Μαρίνα Σάττι; 26 декабря 1986, Афины, Греция) — греческая певица и актриса. Представляла Грецию на конкурсе «Евровидение-2024» в Мальмё, заняла 11 место.

## Биография
Марина Сатти родилась 26 декабря 1986 года в Афинах и выросла в городе Ираклион на острове Крит. Её отец суданец, а мать — гречанка с Крита. Сатти приехала в Афины изучать архитектуру в Афинском национальном техническом университете. Также она изучала классическое пение, театр и танец. Через 5 лет она получила диплом по классическому пению и классическому роялю. Затем она получила стипендию в Музыкальном колледже Беркли (США), где погрузилась в греческую и арабскую музыку. Сатти окончила колледж в 2011 году по специальности «современная композиция и компьютерная аранжировка» и «создание музыки для кино». Позже она приняла участие в мировом туре Европейского джазового оркестра и пела на World Jazz Nonet.

## Карьера актрисы и певицы
В качестве актрисы Сатти выступала на АльфаTV и снималась в сериале «Меры» на ANT1. В театре она выступала в пьесах «Эротокрит», «Вестсайдская история», «Шрек: Мюзикл», «Скрипач на крыше», «Магазинчик ужасов», «Ипполит и Трахиния». В фильмах она озвучивала куклу Барби для компании Маттел, а также озвучивала роль и пела песни Моаны в диснеевском мультфильме «Моана».
В её исполнении песня «Купес» («Кружки») приобрела вирусную популярность. Песня «Мантисса» («Гадалка») стала её первым синглом, премьера которого состоялась 19 мая 2017 года. В песне современный греческий текст сочетается с традиционными греческими и арабскими инструментами. В том же году «Мантисса» была провозглашена «песней лета» Национальным Общественным Радио США. Она достигла вершины музыкальных хит-парадов в Болгарии и Румынии. У клипа песни, который был снят на улице Афинаса в Афинах, более 55 миллионов просмотров на YouTube. У Сатти подписан контракт с лейблом «314». Представляла Грецию на музыкальном конкурсе «Евровидение-2024» в Мальмё, Швеция, заняв одиннадцатое место.